# 丹波区
丹波区（英語：或DUMBO，为Down Under the Manhattan Bridge Overpass的缩略写法）是美國纽约州纽约市布鲁克林区的一个社区。丹波的北面是布鲁克林大桥公园，西面是布魯克林大橋，南面是布鲁克林高地，东面是醋山。丹波区最开始是一个渡輪码头，现在當地有許多科技初创企业。丹波也是电子商务零售商Etsy和家居商店公司West Elm的公司总部所在地。